# Gubbträsket (Lycksele socken, Lappland, 721990-160544)
Gubbträsket är en sjö i Lycksele kommun i Lappland och ingår i Umeälvens huvudavrinningsområde. Sjön har en area på 1,28 kvadratkilometer och ligger 341 meter över havet.

## Delavrinningsområde
Gubbträsket ingår i det delavrinningsområde (721812-160760) som SMHI kallar för Utloppet av Gubbträsket. Medelhöjden är 363 meter över havet och ytan är 12,74 kvadratkilometer. Det finns inga avrinningsområden uppströms utan avrinningsområdet är högsta punkten. Vattendraget som avvattnar avrinningsområdet har biflödesordning 5, vilket innebär att vattnet flödar genom totalt 5 vattendrag innan det når havet efter 243 kilometer. Avrinningsområdet består mestadels av skog (71 procent) och sankmarker (14 procent). Avrinningsområdet har 1,43 kvadratkilometer vattenytor vilket ger det en sjöprocent på 11,2 procent.